# Odessa (Washington)
Odessa es un pueblo ubicado en el condado de Lincoln en el estado estadounidense de Washington. En el año 2000 tenía una población de 957 habitantes y una densidad poblacional de 452,1 personas por km².

## Geografía
Odessa se encuentra ubicada en las coordenadas 47°20′0″N 118°41′0″O / 47.33333, -118.68333.

## Demografía
Según la Oficina del Censo en 2000 los ingresos medios por hogar en la localidad eran de $34.038, y los ingresos medios por familia eran $38.594. Los hombres tenían unos ingresos medios de $30.764 frente a los $20.357 para las mujeres. La renta per cápita para la localidad era de $17.461. Alrededor del 10,6% de la población estaban por debajo del umbral de pobreza.